# Lotus 25
La Lotus 25 è una vettura da Formula 1 progettata nel 1962 da Colin Chapman.

## Tecnica
Caratteristica rivoluzionaria di questo nuovo modello era costituita dalla scelta di utilizzare, per la prima volta in Formula 1, il telaio monoscocca. I primi disegni di questo nuovo telaio Chapman li fece su un tovagliolo mentre discuteva con Mike Costin, progettista dei telai Lotus, di questa sua idea.
Con l'adozione della monoscocca la vettura risultava nello stesso tempo più rigida e con una struttura più resistente rispetto alle vetture da Formula 1 dell'epoca. Il telaio della 25 era tre volte più rigida della Lotus 21 mentre aveva un peso inferiore di circa la metà. Il risultato fu una vettura estremamente bassa e stretta tanto da avere una superficie frontale di 0,75 metri quadrati (8,0 ft2) rispetto alla media di 0,88 metri quadrati (9,5 ft2) delle altre auto.
Per sfruttare ogni possibile vantaggio anche il sedile del pilota era stato reclinato, idea già utilizzata sulla Lotus 18 e dieci anni prima sulla NSU da Gustav Baumm. Come motore sulla Lotus 25 venne montato il Coventry Climax FWMV da 1.498 cm³ di cilindrata. Nel 1964 sulla vettura del team Reg Parnell Racing, che utilizzava una 25 di seconda mano, venne utilizzato il BRM P56.
Della 25 venne realizzata anche una versione adatta alla partecipazione alla 500 Miglia di Indianapolis. Denominata 29, aveva il passo più lungo rispetto alla vettura da cui deriva in quanto doveva ospitare un propulsore Ford V8 dalla potenza di 375 cv abbinato a quattro carburatori Weber a doppio corpo. Inoltre, era stata dotata di sei serbatoi di carburante per una capacità complessiva di 225 litri.  Questi ultimi erano stati posizionati sul lato sinistro della vettura per bilanciare l'effetto centrifugo provocato dalle curve del circuito che erano tutte a sinistra.

## Attività sportiva
Molti privati volevano acquistare la Lotus 25 ma Chapman si rifiutò di vendere questo modello realizzando la Lotus 24, con telaio in tubi, appositamente per i team privati. La 25 era quindi utilizzata dal solo Team Lotus che aveva come piloti Jim Clark e Trevor Taylor. Il debutto nelle gare avvenne nel Gran Premio di Olanda del 1962. La prima vittoria fu ottenuta nel gran premio che si corse a Spa. A queste seguì la vittoria al Gran Premio degli Stati Uniti. La Lotus rimase in gara per il titolo mondiale fino all'ultima gara del campionato che si tenne in Sudafrica dove una avaria al motore fece sì che il titolo andasse a Graham Hill.
La Lotus però si rifece l'anno successivo. Jim Clark conquistò il mondiale piloti vincendo i gran premi di Belgio, Paesi Bassi, Gran Bretagna, Italia, Sudafrica e Messico mentre la Lotus conquistò il suo primo titolo mondiale costruttori.
Nella stagione 1964 la 25 vinse, sempre con Jim Clark, altre tre volte. Ancora una volta il mondiale sfuggì alla Lotus all'ultima gara a causa di una perdita di olio al motore che incoronò John Surtees campione del mondo.
L'ultima vittoria in Formula 1 della Lotus 25 fu conquistata al Gran Premio di Francia del 1965. In seguito la Lotus 25 venne sostituita dalla Lotus 33. Nelle competizioni la Lotus 25 si aggiudicò 25 gare, 13 giri veloci e 17 pole position
Per quanto concerne la versione realizzata per la 500 Miglia di Indianapolis, venne affidata nel 1963 a Jim Clark, il quale riuscì a classificarsi secondo nonostante l'inefficienza del rifornimento ai box.

## Risultati in Formula 1
| Anno | Team       | Motore             | Gomme | Piloti |   |     |   |     |   |   |     |    |     | Punti   | Pos. |
| ---- | ---------- | ------------------ | ----- | ------ | - | --- | - | --- | - | - | --- | -- | --- | ------- | ---- |
| 1962 | Team Lotus | Climax FWMV 1.5 V8 | D     | Clark  | 9 | Rit | 1 | Rit | 1 | 4 | Rit | 1  | Rit | 36 (38) | 2º   |
| 1962 | Team Lotus | Climax FWMV 1.5 V8 | D     | Taylor |   |     |   | 8   |   |   | Rit | 12 | Rit | 36 (38) | 2º   |

| Anno | Team               | Motore             | Gomme | Piloti      |    |     |    |     |     |   |     |     |     |   | Punti   | Pos. |
| ---- | ------------------ | ------------------ | ----- | ----------- | -- | --- | -- | --- | --- | - | --- | --- | --- | - | ------- | ---- |
| 1963 | Team Lotus Brabham | Climax FWMV 1.5 V8 | D     | Clark       | 8* | 1   | 1  | 1   | 1   | 2 | 1   | 3   | 1   | 1 | 54 (74) | 1º   |
| 1963 | Team Lotus Brabham | Climax FWMV 1.5 V8 | D     | Taylor      | 6  | Rit | 10 | 13* | Rit | 8 |     | Rit | Rit | 8 | 54 (74) | 1º   |
| 1963 | Team Lotus Brabham | Climax FWMV 1.5 V8 | D     | Arundell    |    |     |    | NP  |     |   |     |     |     |   | 54 (74) | 1º   |
| 1963 | Team Lotus Brabham | Climax FWMV 1.5 V8 | D     | Spence      |    |     |    |     |     |   | 13* |     |     |   | 54 (74) | 1º   |
| 1963 | Team Lotus Brabham | Climax FWMV 1.5 V8 | D     | P.Rodríguez |    |     |    |     |     |   |     | Rit | Rit |   | 54 (74) | 1º   |
| 1963 | Team Lotus Brabham | Climax FWMV 1.5 V8 | D     | Brabham     | 9* |     |    |     |     |   |     |     |     |   | 54 (74) | 1º   |

| Anno | Team                          | Motore                            | Gomme | Piloti   |    |    |     |     |     |     |     |     |     |     | Punti   | Pos. |
| ---- | ----------------------------- | --------------------------------- | ----- | -------- | -- | -- | --- | --- | --- | --- | --- | --- | --- | --- | ------- | ---- |
| 1964 | Team Lotus Reg Parnell Racing | Climax FWMV 1.5 V8 BRM P56 1.5 V8 | D     | Clark    | 4  | 1  | 1   | Rit | 1   |     |     | Rit | 7   |     | 37 (40) | 3    |
| 1964 | Team Lotus Reg Parnell Racing | Climax FWMV 1.5 V8 BRM P56 1.5 V8 | D     | Arundell | 3  | 3  | 9   | 4   |     |     |     |     |     |     | 37 (40) | 3    |
| 1964 | Team Lotus Reg Parnell Racing | Climax FWMV 1.5 V8 BRM P56 1.5 V8 | D     | Spence   |    |    |     |     | 9   |     |     |     |     | 4   | 37 (40) | 3    |
| 1964 | Team Lotus Reg Parnell Racing | Climax FWMV 1.5 V8 BRM P56 1.5 V8 | D     | Mitter   |    |    |     |     |     | 9   |     |     |     |     | 37 (40) | 3    |
| 1964 | Team Lotus Reg Parnell Racing | Climax FWMV 1.5 V8 BRM P56 1.5 V8 | D     | Amon     | NQ | 5  | Rit | 10  | Rit | 11  | Rit |     | Rit | Rit | 37 (40) | 3    |
| 1964 | Team Lotus Reg Parnell Racing | Climax FWMV 1.5 V8 BRM P56 1.5 V8 | D     | Hailwood | 6  | 12 |     | 8   | Rit | Rit | 8   | Rit | 8   | Rit | 37 (40) | 3    |
| 1964 | Team Lotus Reg Parnell Racing | Climax FWMV 1.5 V8 BRM P56 1.5 V8 | D     | Revson   |    |    |     | NP  |     |     |     |     |     |     | 37 (40) | 3    |

| Anno | Team                          | Motore                            | Gomme | Piloti   |    |     |    |     |     |    |     |     |    |     | Punti   | Pos. |
| ---- | ----------------------------- | --------------------------------- | ----- | -------- | -- | --- | -- | --- | --- | -- | --- | --- | -- | --- | ------- | ---- |
| 1965 | Team Lotus Reg Parnell Racing | Climax FWMV 1.5 V8 BRM P56 1.5 V8 | D     | Clark    |    |     |    | 1   |     |    |     |     |    |     | 54 (58) | 1    |
| 1965 | Team Lotus Reg Parnell Racing | Climax FWMV 1.5 V8 BRM P56 1.5 V8 | D     | Spence   |    |     |    |     |     | 8  |     |     |    |     | 54 (58) | 1    |
| 1965 | Team Lotus Reg Parnell Racing | Climax FWMV 1.5 V8 BRM P56 1.5 V8 | D     | Mitter   |    |     |    |     |     |    | Rit |     |    |     | 54 (58) | 1    |
| 1965 | Team Lotus Reg Parnell Racing | Climax FWMV 1.5 V8 BRM P56 1.5 V8 | D     | Geki     |    |     |    |     |     |    |     | Rit |    |     | 54 (58) | 1    |
| 1965 | Team Lotus Reg Parnell Racing | Climax FWMV 1.5 V8 BRM P56 1.5 V8 | D     | Solana   |    |     |    |     |     |    |     |     | 12 | Rit | 54 (58) | 1    |
| 1965 | Team Lotus Reg Parnell Racing | Climax FWMV 1.5 V8 BRM P56 1.5 V8 | D     | Maggs    | 11 |     |    |     |     |    |     |     |    |     | 54 (58) | 1    |
| 1965 | Team Lotus Reg Parnell Racing | Climax FWMV 1.5 V8 BRM P56 1.5 V8 | D     | Attwood  |    | Rit | 14 |     | 13  | 12 | Rit | 6   | 10 | 6   | 54 (58) | 1    |
| 1965 | Team Lotus Reg Parnell Racing | Climax FWMV 1.5 V8 BRM P56 1.5 V8 | D     | Hailwood |    | Rit |    |     |     |    |     |     |    |     | 54 (58) | 1    |
| 1965 | Team Lotus Reg Parnell Racing | Climax FWMV 1.5 V8 BRM P56 1.5 V8 | D     | Ireland  |    |     | 13 | Rit | Rit | 10 |     |     |    |     | 54 (58) | 1    |
| 1965 | Team Lotus Reg Parnell Racing | Climax FWMV 1.5 V8 BRM P56 1.5 V8 | D     | Amon     |    |     |    | Rit |     |    | Rit |     |    |     | 54 (58) | 1    |

| Anno | Team      | Motore             | Gomme | Piloti |    |  |  |  |  |  |  |  |  | Punti | Pos. |
| ---- | --------- | ------------------ | ----- | ------ | -- |  |  |  |  |  |  |  |  | ----- | ---- |
| 1966 | Phil Hill | Climax FWMV 1.5 V8 | F     | Hill   | NP |  |  |  |  |  |  |  |  | 8     | 6º   |

| Anno | Team               | Motore         | Gomme | Piloti  |     |  |   |  |  |  |  |  |  |  |  | Punti | Pos. |
| ---- | ------------------ | -------------- | ----- | ------- | --- |  | - |  |  |  |  |  |  |  |  | ----- | ---- |
| 1967 | Reg Parnell Racing | BRM P60 2.1 V8 | F     | Courage | Rit |  |   |  |  |  |  |  |  |  |  | 0     | NC   |
| 1967 | Reg Parnell Racing | BRM P60 2.1 V8 | F     | Irwin   |     |  | 7 |  |  |  |  |  |  |  |  | 0     | NC   |

| Legenda | 1º posto     | 2º posto | 3º posto    | A punti         | Senza punti/Non class.  | Grassetto – Pole position Corsivo – Giro più veloce |
| Legenda | Squalificato | Ritirato | Non partito | Non qualificato | Solo prove/Terzo pilota | Grassetto – Pole position Corsivo – Giro più veloce |

(*) Indica quei piloti che non hanno terminato la gara ma sono ugualmente classificati avendo coperto, come previsto dal regolamento, almeno i 2/3 della distanza totale.